# 에스페랑스 스포르티브 드 튀니스

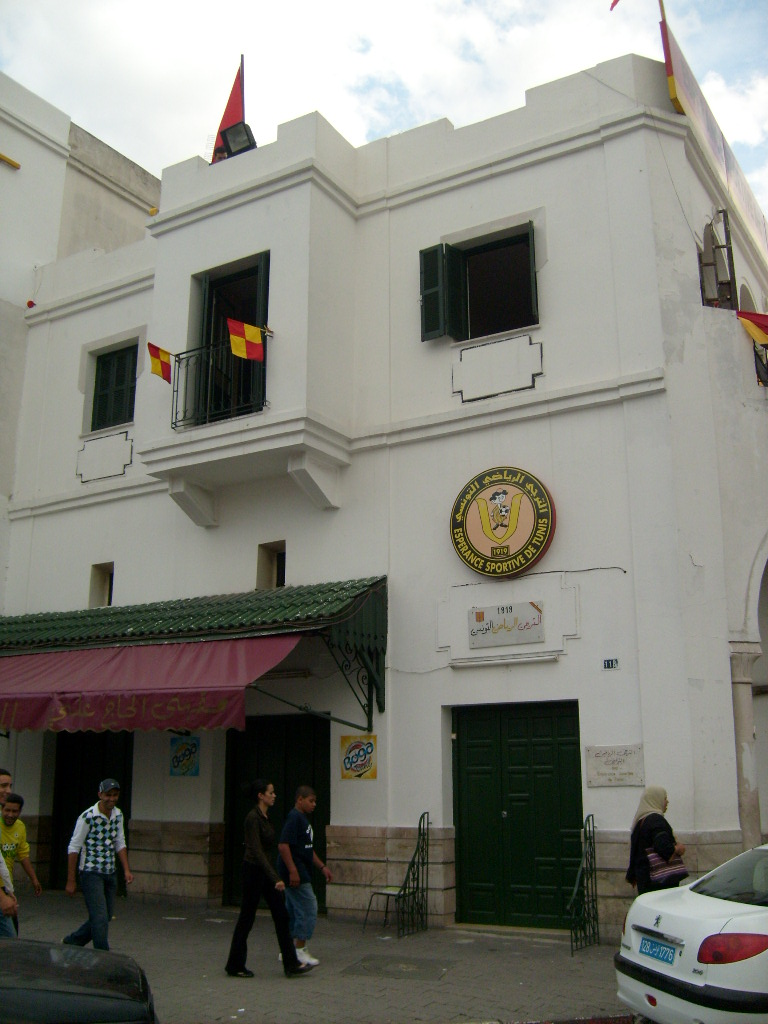

에스페랑스 스포르티브 드 튀니스(프랑스어: Espérance Sportive de Tunis, 아랍어: الترجي الرياضي التونسي)는 튀니지 튀니스의 축구 클럽 팀으로 1919년 1월 15일에 창단했다.
에스페랑스 스포르티브 드 튀니스는 축구 뿐만 아니라 권투와 럭비, 레슬링, 배구, 수영, 유도, 핸드볼 등 다른 스포츠 팀도 운영하고 있으며 튀니지에서 성공한 축구 클럽이자 가장 인기가 높은 축구 클럽 네 팀 가운데 하나로 꼽히고 있다.

## 주요 경력

### 튀니지 국내 대회
- 튀니지 프로 리그 1: 우승 34회 (1959, 1960, 1970, 1975, 1976, 1982, 1985, 1988, 1989, 1991, 1993, 1994, 1998, 1999, 2000, 2001, 2002, 2003, 2004, 2006, 2009, 2010, 2011, 2012, 2014, 2017, 2018, 2019, 2020, 2021, 2022, 2024, 2025)
- 튀니지 대통령컵: 우승 12회 (1957, 1964, 1979, 1980, 1986, 1989, 1991, 1997, 1999, 2006, 2007, 2008)

### 아프리카 축구 연맹 주관 대회
- CAF 챔피언스리그: 우승 3회 (1994,2018,2019)
- 아프리칸 컵위너스컵: 우승 1회 (1998)
- CAF컵: 우승 1회 (1995)
- CAF 슈퍼컵: 우승 1회 (1996)

### 아랍 축구 연맹 주관 대회
- 아랍 챔피언스리그: 우승 2회 (1993, 2009)

### 국제 대회
- 아프로 아시안 클럽 챔피언십: 우승 1회 (1995)
- 북아프리카 컵위너스컵: 우승 1회 (2009)

## 선수 명단

### 현역
참고: FIFA 자격 규정에 따라 소속된 국가대표팀 국기를 표시합니다. 선수는 복수의 FIFA 비회원국 국적을 가지고 있을 수 있습니다.
| 번호 | 포지션 | 국적   | 이름                 |
| ---- | ------ | ------ | -------------------- |
| 15   | DF     | 알제리 | 모하메드 아민 투가이 |
| 18   | MF     | 토고   | 로저 아홀루          |

| 번호 | 포지션 | 국적 | 이름 |
| ---- | ------ | ---- | ---- |

## 역대 감독
| 감독                      | 임기      |
| ------------------------- | --------- |
| 스체판 보체크             | 1976~1978 |
| 로제 르메르               | 1983~1984 |
| 루이지 마이프레디         | 1996      |
| 조제 모라이스             | 2008~2009 |
| 뤼트 크롤                 | 2014      |
| 세바스티엥 드사브르(대행) | 2014      |
| 라디 자이디               | 2021~2022 |
| 나빌 말룰                 | 2022~2023 |
| 아니스 부사이디(대행)     | 2023      |
| 무인 샤바니               | 2024~     |